# Fructose-1-phosphate
Le fructose-1-phosphate est un dérivé phosphorylé du fructose. Il est produit essentiellement par la cétohexokinase, ou fructokinase hépatique, mais est également produit en plus petites quantités dans la muqueuse de l'intestin grêle et dans l'épithélium des néphrons. C'est un métabolite important de l'assimilation du fructose. La cétohexokinase ayant une vitesse maximum Vmax élevée, le fructose qui pénètre dans la cellule est rapidement phosphorylé en fructose-1-phosphate. Il s'accumule généralement sous cette forme dans le foie jusqu'à y être clivé par l'aldolase B, enzyme limitante du métabolisme du fructose :

Dégradation du fructose par la glycolyse. 1 : fructose. FK : fructokinase. 2 : fructose-1-phosphate. ALD-B : aldolase B. 3 : dihydroxyacétone phosphate. TPI : triose-phosphate isomérase. 4 : glycéraldéhyde. TK : triokinase (en). 5 : glycéraldéhyde-3-phosphate.

L'aldolase B convertit le fructose-1-phosphate en glycéraldéhyde et dihydroxyacétone phosphate (DHAP). Le glycéraldéhyde est phosphorylé en glycéraldéhyde-3-phosphate par la triokinase (en) : on retrouve ainsi les produits de l'aldolase dans la glycolyse, ce qui permet de poursuivre la dégradation du fructose avec les mêmes enzymes que celles de la glycolyse à partir de la glycéraldéhyde-3-phosphate déshydrogénase. La cellule peut ainsi produire du pyruvate aussi bien à partir du glucose qu'à partir du fructose.